# Merga minuta
Merga minuta är en nässeldjursart som först beskrevs av Xu, Huang och Chen 1991.  Merga minuta ingår i släktet Merga och familjen Protiaridae. Inga underarter finns listade i Catalogue of Life.